# …Into the Exam Room
Albums de Hermano
Live at W2
(2005)
…Into the Exam Room, sorti en 2007, est le quatrième album du groupe de stoner rock Hermano (le troisième en studio). Il est sorti le 22 octobre 2007 sur le label hollandais, Suburban Records pour l'Europe et sur le label Regain Records pour les États-Unis et a été produit par le groupe et Ram Lawrier.

## L'album
Cet album voit le retour de Mike Callahan qui avait participé à l'enregistrement du premier album.
Comme pour l'album studio précédent, les musiciens enregistrent leur idées de chansons et se les partagent en s'envoyant des fichiers informatiques et des DVD et lorsque tout est en place, chacun enregistre sa partie dans un studio près de chez lui. Les musiciens vivant loin l'un de l'autre, les enregistrements proviennent de l'Ohio , du Kentucky, de Géorgie et de Californie. John Garcia enregistra le chant à Palm Springs en Californie et l'album fut mixé à Atlanta.
L'album sera plus largement promu en Europe, le groupe y étant plus populaire qu'aux États-Unis.

## Liste des titres
| No  | Titre                       | Auteur                        | Durée |
| --- | --------------------------- | ----------------------------- | ----- |
| 1.  | Kentucky                    | David Angstrom, John Garcia   | 3:23  |
| 2.  | Exam Room                   | Angstrom, Garcia              | 4:29  |
| 3.  | Dark Horse                  | Dandy Brown, Garcia           | 4:49  |
| 4.  | Left Side Bleeding          | Mike Callahan, Garcia         | 2:54  |
| 5.  | Out of Key, But in the Mood | Garcia                        | 4:31  |
| 6.  | Hard Workin' Wall           | Garcia                        | 3:57  |
| 7.  | Bona-Fide                   | Brown, Garcia                 | 4:19  |
| 8.  | Don't Call Your Mama        | Brown, Garcia                 | 4:19  |
| 9.  | Adoption Boy                | Brown, Garcia, Sean Bilovecky | 2:44  |
| 10. | At the Bar                  | Brown                         | 2:44  |
| 11. | Our Dessert Home            | Brown, Callahan, Garcia       | 3:26  |
| 12. | Letters from Madrid         | Angstrom                      | 1:56  |

## Les musiciens
Hermano
- John Garcia : chant
- David Angstrom : guitares
- Mike Callahan : guitares
- Steve "Dandy" Brown : basse
- Chris Leathers : batterie

Musiciens additionnels
- Evan Angstrom: talkbox sur Exam Room.
- Eric Belt: guitare additionnelle sur Don't Call Your Mama.
- Steve Feldman: chœurs sur les titres 3, 8 & 11